# Hr.Ms. Zeeleeuw (1944)

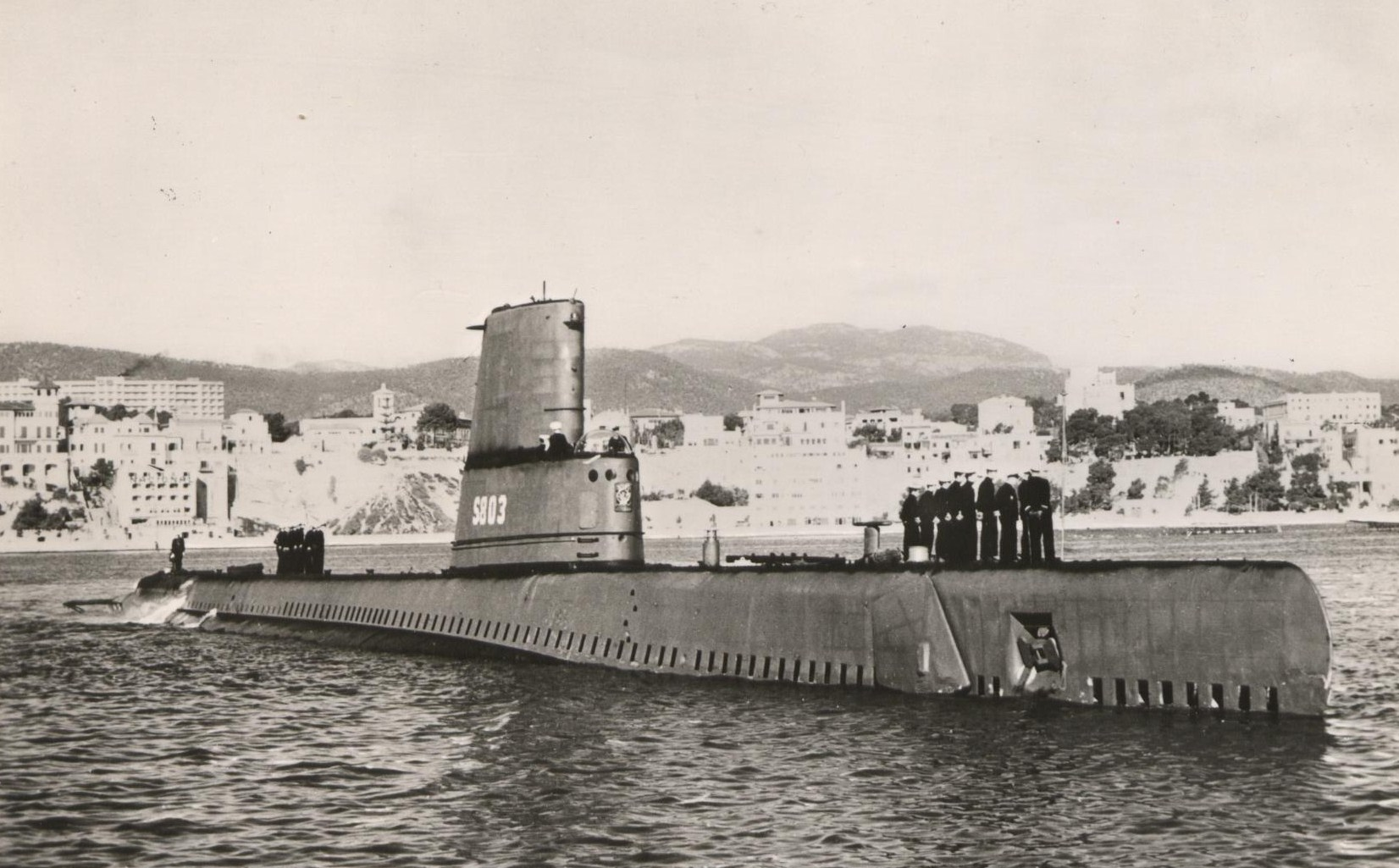
Hr. Ms. Onderzeeboot Zeeleeuw S803 te Palma de Mallorca

De Hr.Ms. Zeeleeuw was de Amerikaanse onderzeeboot USS Hawkbill (SS-366) van de Balaoklasse, daar indienstgesteld 17 mei 1944. De Nederlandse marine leende twee van de Baloaklasse-schepen ter vervanging van de T-klasse onderzeeboten die na een leenperiode van 5 jaar terug moesten worden gegeven aan de Royal Navy. De onderzeeboot werd gebouwd door de Amerikaanse scheepswerf Manitowoc Shipbuilding Co. uit Manitowoc.

## De Zeeleeuw als Hawkbill
USS Hawkbill werd tijdens de Tweede Wereldoorlog actief ingezet voor patrouilles op de Grote Oceaan. Gedurende vijf patrouilles bracht hij 14 vijandelijke schepen tot zinken.

### Patrouilles
- 23-08-1944 - 17-10-1944; Filipijnse kustwateren en de Zuid-Chinese Zee
- 15-11-1944 - 05-01-1945; Zuid-Chinese Zee
- 05-02-1945 - 06-04-1945; Zuid-Chinese Zee
- 05-05-1945 - 18-06-1945; Zuid-Chinese Zee
- 12-07-1945 - 21-07-1945; De kust van Malaya

### Gezonken schepen
- 07-10-1944; Japans transportschip; Kinugasa Maru; 8407 BRT
- 09-10-1944; Japanse tanker; Tokuwa Maru; 1943 BRT
- 15-12-1944; Japanse escort destroyer; Momo; 1262 BRT
- 29-12-1944; Japans koopvaardijschip; No. 130;
- 12-02-1945; Japans vrachtschip; Kisaragi Maru; 300 BRT
- 14-02-1945; Japanse onderzeebootjager; Cha 4; 130 BRT
- 14-02-1945; Japanse onderzeebootjager; Cha 114; 180 BRT
- 16-02-1945; Japans schip (klein);
- 20-02-1945; Japans vrachtschip; Daizen Maru; 5396 BRT
- 16-05-1945; Japanse mijnenlegger; Hatsutaka; 1608 BRT
- 29-05-1945; Japans schip (klein)
- 17-07-1945; Japans schip (klein)
- 21-07-1945; Japans schip (klein)
- 21-07-1945; Japans schip (klein)

### Hawkbill na de WOII
Na de Tweede Wereldoorlog werd de USS Hawkbill net zoals veel ander Balaoklasse-onderzeeboten in reserve gehouden bij de United States Pacific Fleet. Nadat de onderzeeboot in 1952 een zogenaamde Guppy II update had gekregen werd de onderzeeboot uitgeleend aan Nederland voor een periode van vijf jaar die meerdere malen is verlengd. Het uitlenen van dit schip viel onder het mutual aid and defence program (MDAP). In september 1956 werd de Zeeleeuw gebruikt voor het meten van de zwaartekracht op de noordelijke Noordzee in het kader van onderzoek door Bas Collette.